# سنت جروم در اتاق مطالعه‌اش
سنت جروم در اتاق مطالعه‌اش (به انگلیسی: Saint Jerome in His Study) نقاشی اثر استاد رنسانس ایتالیایی، آنتونلو دا مسینا است. این نقاشی دانش انسانی، طبیعی و الهی را به تصویر می‌کشد و سرشار از ویژگی‌های معماری است. این تابلو درسال ۱۴۷۴ کشیده شده است، این اثر ابتدا متعلق به آنتونیو پاسکوالینو و پس از آن متعلق به توماس بارینگ، بوده است. از سال ۱۸۹۴ در مجموعه گالری ملی لندن قرار دارد.